# Canal Vía Cuba
Le canal Via Cuba est un projet de canal qui visait à mettre la traversée de Cuba du Nord au Sud en faisant communiquer l'océan Atlantique avec la mer des Caraïbes. Son origine remonte à 1902 mais sa mise en avant date de 1954 sous le gouvernement de Fulgencio Batista. Il visait notamment à faciliter le trafic maritime entre les États-Unis et le canal de Panama, à favoriser le tourisme et l'implantation industrielle. Le projet mesurait environ 80 kilomètres de la baie de Cárdenas à la baie des Cochons. Il avait été dimensionné pour avoir une largeur d'environ 40 mètres et une profondeur de 15 mètres. Le projet avait vocation à être concédé à une structure privée américaine "Compañía del Canal Atlántica al Mar Caribe". Le projet a fait l'objet de nombreuses protestations.